# Henri Seyrig
Pour les articles homonymes, voir Seyrig.
Henri Arnold Seyrig, né le 10 novembre 1895 à Héricourt (Haute-Saône) et mort le 21 janvier 1973 à Neuchâtel (Suisse), est un archéologue français. 
Membre de l'Académie des inscriptions et belles-lettres, il est surtout connu pour avoir occupé le poste de directeur général des Antiquités de Syrie et du Liban sous le mandat français, puis pour avoir créé l'Institut français d'archéologie du Proche-Orient qu'il dirigea jusqu'en 1967. Il était le mari d'Hermine de Saussure (1901-1984), l'arrière-arrière-petite-fille de Horace Bénédict de Saussure, et le père de l'actrice Delphine Seyrig et du compositeur de musique de film Francis Seyrig.

## Biographie
Membre d'une grande famille industrielle calviniste alsacienne et suisse, il participe à la Première Guerre mondiale sur le front de Verdun où il reçoit la Croix de guerre, puis dans l'armée d'Orient à Salonique. Après l'armistice, il s'engage dans des études classiques, en préparant à la Sorbonne sous la direction de Victor Bérard un mémoire du diplôme d'études supérieures sur la maison homérique. Il est reçu en 1922 à l'agrégation de grammaire et au concours d'entrée à l'École française d'Athènes où il devient l'ami de l'archéologue Fernand Chapouthier. Il passe les sept années suivantes en Grèce, comme membre scientifique puis comme secrétaire général de cette institution.
Sa carrière bascule en 1929 lorsque René Dussaud, le père de l'archéologie syrienne, le recommande au poste de directeur général des Antiquités de Syrie et du Liban sous le mandat français : c'est à ce poste, puis après la Seconde Guerre mondiale, comme fondateur et directeur de l'Institut français d'archéologie du Proche-Orient (IFAPO) jusqu'à sa retraite en 1967, qu'il s'impose comme l'un des grands organisateurs de la recherche archéologique en Syrie.
Personnalité reconnue, « dont le nom reste attaché à de grands travaux archéologiques », il est nommé à la direction des musées de France et de l'École du Louvre (1960-1962) par André Malraux, alors ministre de la Culture. Henri Seyrig fréquente de nombreuses personnalités culturelles et artistiques contemporaines, Henri Matisse, Fernand Léger, Joan Miró, Tanguy, Calder, Aimé Césaire, André Breton, Le Corbusier notamment.

## Œuvre
- Antiquités syriennes I-VI, Paris, Geuthner, 1934-1966 (recueils d'études)